# Catharine Garmany
Catharine "Katy" Doremus Garmany (ur. 6 marca 1946 w Nowym Jorku) – amerykańska astronomka. Prezes Astronomical Society of the Pacific (ASP) w latach 2003–2005. Laureatka nagrody Annie J. Cannon Award in Astronomy przyznawanej przez American Astronomical Society.

## Życiorys
Katy Doremus była najstarszym z trójki dzieci. Interesowała się astronomią już od dzieciństwa, przede wszystkim pod wpływem astronomicznych książek dla dzieci autorstwa Franklyna Branleya. Ukończyła prestiżową szkołę The Bronx High School of Science i rozpoczęła studia astronomiczne na Indiana University. Otrzymała tam licencjat w 1966 roku i kontynuowała studia na University of Virginia, gdzie uzyskała tytuł magistra w 1968 roku i doktorat w 1971.
Po ukończeniu studiów zajmowała kolejno pozycje:
- 1971–1973 asystentka na wydziale astronomii, University of Virginia
- 1975–1990 adiunkt, później „post-doc” i profesor w JILA, University of Colorado
- 1985–2000 profesor w Center for Astrophysics and Space Astronomy (CASA), University of Colorado
- 1990–2000 profesor w Joint Institute for Laboratory Astrophysics (JILA)
- 1990–2000 dyrektor Sommers-Bausch Observatory i Planetarium Fiske'a
- 2000–2003 profesor Columbia University i dyrektor Programu Astronomicznego „Biosphere 2”, w Oracle (Arizona)
- od 2004: starszy specjalista ds. edukacji naukowej w National Optical Astronomy Observatory (NOAO).

Katy Garmany specjalizuje się w badaniach najbardziej masywnych i najgorętszych gwiazd, klasyfikowanych jako gwiazdy typu O i B.

## Niektóre funkcje profesjonalne
- International Ultraviolet Explorer User’s Committee (1985-1987) AAAS Electorate D (Astronomia) Komitet Nominacyjny (1986-89)
- Przewodnicząca Naukowego Komitetu Organizacyjnego Zjazdu ASP  w lipcu 1986 Starbursts and Very Young Stars”
- Rada Wydawców, Astronomical Society of the Pacific (1987-90)
- NASA Proposal Review Panel (IUE), 1987, 1988, 1989 (przewodnicząca), 1992 (przewodnicząca)
- Naukowy Komitet Organizacyjny, Seminarium Boulder-Monachium (1989)
- Naukowy Komitet Organizacyjny, Sympozjum MUA 143 (1989)
- Naukowy Komitet Organizacyjny, IUE (Tuluza) (1990)
- Komitet Nominacyjny, American Astronomical Society, 1990-1993
- Komitet Nominacyjny, Astronomical Society of the Pacific, 1992-1995
- Komitet Doradczy, Annie J. Cannon Award, 1992-1995
- Komitet Doradczy, V.M. Slipher Award, National Academy of Science, 1992-2001
- Rada American Astronomical Society, 1994-97
- Rada Polityki Edukacyjnej, American Astronomical Society, 1994-97
- Komitet Przydziału Zasobów w Narodowym Obserwatorium Kitt Peak, 1994-96
- Komitet Doradczy, Astronomical Society of Pacific Conference Series, 1997-2000
- Dyrektor JILA, 1997-1998
- Komitet NOAO Observatories, 1998-2000
- Rada Dyrektorów Astronomical Society of the Pacific, 1998-2001
- Wiceprezydent, Astronomical Society of the Pacific, 2001-2003
- Prezydent, Astronomical Society of the Pacific, 2003-2005
- Zespół ds przeglądów propozali National Science Foundation, luty 2003
- Komitet Nagrody Edukacyjnej AAS, 2000-2004, przewodnicząca w 2004.

## Członkostwo w organizacjach
- członkini Międzynarodowej Unii Astronomicznej
- członkini American Astronomical Society
- członkini Astronomical Society of the Pacific
- członkini International Planetarium Society.

## Niektóre recenzowane publikacje
- The blue horizontal branch stars in NGC 6397, J. A. Graham i C. Doremus (Garmany), Astron. J. 73, 226 (1968).
- The spectroscopic binary BM Orionis, C. Doremus (Garmany), Pub. Astron. Soc. Pacific 82, 745 (1970).
- Seven new spectroscopic binaries in Cepheus, C. D. Garmany, Astron. J. 77, 38 (1972).
- Internal motions in the association Cep OB3, C. D. Garmany, Astron. J. 78, 185 (1973).
- Space distribution and kinetics of the intermediate population II stars. Part 2, Stromgren photometry of the stars in 27 McCormick proper motion fields, C. D. Garmany i P. A. Ianna, Astron. Astrophys. Suppl. 28, 295-304 (1977).
- Radial velocities of three Of stars: HD 148937, HD 151804 and HD 152408, P. S. Conti, C. D. Garmany i J. B. Hutchings, Ap. J. 215, 561-567 (1977).
- A search for binaries and stellar winds among the O-type stars, B. Bohannan i C. D. Garmany, Ap. J. 223, 908-919 (1978).
- Binary frequency among the O-type stars, C. D. Garmany, in Mass Loss and Evolution of O-type stars, IAU Symposium 83 (P. S. Conti i C. de Loore, Eds., Reidel, Dordrecht, 1979), ss. 261-264.
- Mass loss from O-type stars, P. S. Conti i C. D. Garmany, Ap. J. 238, 190-195 (1980).
- Spectroscopic studies of O-type stars. IX. Binary frequency, C. D. Garmany, P. S. Conti i P. Massey, Ap. J. 242, 1063-1076 (1980).
- HD 15558: An extremely luminous O-type binary, C. D. Garmany i P. Massey, Pub. Astron. Soc. Pacific 93, 500-503 (1981).
- The initial mass function for massive stars, C. D. Garmany, P. S. Conti i C. Chiosi, Ap. J. 263, 777-790 (1982).
- Sk-71 34: A new Wolf-Rayet star in the Large Magellanic Cloud, P. S. Conti i C. D. Garmany, Publ. Astron. Soc. Pacific 92, 411-412 (1983).
- The evolution of massive stars: The numbers and distribution of O stars and Wolf-Rayet stars, P. S. Conti, C. D. Garmany, C. de Loore i D. Vanbeveren, Ap. J. 274, 302-312 (1983).
- Absolute spectrophotometry of Wolf-Rayet stars from 1200 to 7000: A cautionary tale, C. D. Garmany, P. Massey i P. S. Conti, Ap. J. 278, 233-240 (1984).
- Mass loss in O-type stars: Parameters which affect it, C. D. Garmany i P. S. Conti, Ap. J. 284, 705-711 (1984).
- O-Stars in the Galaxy, C. D. Garmany, Publ. Astron. Soc. Pacific 96, 779 (1984).
- Stellar winds from hot stars in the Magellanic Clouds, C. D. Garmany i P. S. Conti, Ap. J. 293, 407-413 (1985).
- Extreme Be stars in the Magellanic Clouds, C. D. Garmany i R. M. Humphreys, Astron. J. 90, 2009-2014 (1985).
- HR 4049: The hottest proto-planetary nebula star or a run-away hypergiant at high galactic latitude surrounded by a dust cloud?, H. J. G. L. M. Lamers, L. B. F. M. Waters, C. D. Garmany, M. R. Perez i C. Waelkens, Astron. Astrophys. 154, L20-22 (1986).
- An atlas of high resolution IUE ultraviolet spectra of 14 Wolf-Rayet stars, A. J. Willis, K. A. van der Hucht, P. S. Conti i C. D. Garmany, Astron. Astrophys. Suppl. 63, 417-599 (1986).
- Studies of massive stars in the MagellanicClouds. I. New spectral classifications of OB types in the LMC, P. S. Conti, C. D. Garmany i P. Massey, Astron. J. 92, 48-59 (1986).
- Studies of massive stars in the MagellanicClouds. II. New spectral classification of OB types in the SMC, C. D. Garmany, P. S. Conti i P. Massey, Astron. J. 93, 1070-1080 (1987).
- New 03 Giants in the Large Magellanic Cloud, C. D. Garmany i N. R. Walborn, Publ. Astron. Soc. Pacific 99, 240-244 (1987).
- Stellar winds in the Small Magellanic Cloud, C. D. Garmany i E. L. Fitzpatrick, Astrophys. J. 332, 711-724 (1988).
- Spectroscopic studies of Wolf-Rayet stars. V. Optical Spectrophotometry of the emission lines in Small Magellanic Cloud stars, P. S. Conti, P. Massey i C. D. Garmany, Astrophys. J. 341, 113 (1989).
- The stellar content oftwo OB associations in the LMC: LH117 (NGC 2122) and LH118, P. Massey, C. D. Garmany, M. Silkey i K. Degioia-Eastwood, Astron. J. 97, 107-130 (1989).
- Ultraviolet P-Cygni profile variations in HD 50896, A. J. Willis, I. D. Howarth, L. J. Smith, C. D. Garmany i P. S. Conti, Astron. Astrophys. Suppl. 77, 269-319 (1989)
- The stellar content of NGC346: A Plethora of O stars in the SMC, P. Massey, J. P. Parker i C. D. Garmany, Astron. J. 98, 1305-1334 (1989).
- IUE observations of variability in the WN6 star HD 192163, N. St. Louis, L. J. Smith, I. R. Stevens, A. J. Willis, C. D. Garmany i P. S. Conti, Astron. Astrophys. 226, 249-264 (1989).
- The H-R diagram of the Large Magellanic Cloud and implications for stellar evolution, L. Fitzpatrick i C. D. Garmany, Astrophys. J. 363, 119-130 (1990).
- New spectral classifications for O-type stars in the Northern Hemisphere, C. D. Garmany i W. D. Vacca, Publ. Astron. Soc. Pacific 103, 347-354 (1991).
- On winds and X-rays of O-type stars, T. Chlebowski i C. D. Garmany, Astrophys. J. 368, 241-251 (1991).
- Galactic OB associations in the Northern Milky Way Galaxy I. Longitudes 55 to 150, C. D. Garmany i R. E. Stencel, Astron. Astrophys. Suppl. 94, 211-244 (1992).
- The steller content of LH9 and 10 (N11) in the LMC: A case for sequential star formation, J. M. Parker, C. D. Garmany, P. Massey i N. R. Walborn, Astron. J.103, 1205-1233 (1992).
- An infrared supershell surrounding the Cygnus OB1 association, J. M. Saken, J. M. Shull, C. D. Garmany, J. Nichols-Bohlin i R. A. Fesen, Astrophys. J. 397, 537-541 (1992).
- The OB Associations of 30 Doradus in the Large Magellanic Cloud: II. Stellar Content i Initial Mass Function, J. W. Parker i C. D. Garmany, Astron. J. 106} 1471-1483 (1993).
- OB Associations: Massive Stars in Context, C. D. Garmany, Pub. Astron. Soc. Pacific, 106, 25-37 (1994)
- The OB Association LH 58 in the LMC, C. D. Garmany, P. Massey, J. P. Parker, Astron. J., 108, 1256-1265) (1994).
- Massive Stars in the Field and Associations of the Magellanic Clouds: The Upper Mass Limit, The Initial Mass Function, and a critical test of Main-Sequence Stellar Evolutionary Theory, P. Massey, C. C. Lang, K. Degioia-Eastwood i C. D. Garmany, Ap. J. 438, 188 (1995)
- The Lyman-Continuum Fluxes and Stellar Parameters of O and Early B-Type Stars W. D. Vacca, C. D. Garmany i J. M. Shull, Ap. J 460, 914-931 (1996).

## Życie prywatne
Katy Doremus wyszła za George'a P. Garmany Juniora w 1970 roku.